# 源氏長者
源氏長者（げんじのちょうじゃ）は、源氏一族全体の氏長者の事を指す。原則として源氏のなかでもっとも官位が高い者が朝廷から認められ源氏長者となる（現任上首）。源氏のなかでの祭祀、召集、裁判、氏爵の推挙などの諸権利を持つ。一般的には、奨学院・淳和院の両別当を兼任するといわれているが、自身も源氏長者だった北畠親房の『職原鈔』によれば、奨学院別当のみでも要件を満たし、その場合、次席が淳和院別当となると解説している。

## 概要
源氏長者は、当初は嵯峨源氏から出ていた。初代は左大臣・源信とされているが、淳和院への別当設置と奨学院そのものの設置はともに元慶5年（881年）のことであり、当時の嵯峨源氏及び源氏全体の筆頭公卿であった源融またはその子の源昇が両院別当と源氏長者を兼ねた最初の人物であったと推定されている。もっとも、奨学院自体は皇別氏族全体の施設でありその別当は源氏長者のそれとは異なり、平氏や在原氏などを含めた全体の長者であった可能性もある。つまり源氏長者と奨学院別当及び淳和院別当の同一性は必ずしも保持されていなかった可能性もあることになる（なお、『姉言記』（文治4年6月30日（1188年7月25日）条）には源通親の話として過去に源氏を外祖父に持つ者が院別当（両院もしくは奨学院）に補された例があり、代表例として藤原扶幹や藤原行成らを挙げている。彼らが源氏長者を兼ねていた可能性もあるが明証は無い）。更に当初の源氏長者は嵯峨源氏の公卿に限定されており（『西宮記』巻13）、嵯峨源氏最後の公卿である源等までは同氏が独占していた（ただし、途中に藤原扶幹の院別当兼務期を挟む）。その後、嵯峨源氏を外祖父とする重明親王及び源高明（醍醐源氏）が源氏長者に任じられた。以後は源高明に代表される醍醐源氏と源雅信に代表される宇多源氏がかわるがわる補任された。
やがて村上源氏の源師房（関白藤原頼通養子）が源氏長者となり、以後は村上源氏のなかでも師房子孫の嫡流とされた源雅定の子孫に継承され、久我・堀川・土御門・中院の四家から選ばれることとなった（例外として、源通親の没後に弟の唐橋通資・雅親親子が任じられた例や亀山天皇の時代に久我通光の子・中院雅忠（中院家とは別家）が任じられた例、四家に適任者がいないという理由で後醍醐天皇の時に中院家の分家である北畠家の北畠親房が、同じく光明天皇の時に久我家の分家である六条家の六条有光が任命されている）。正応元年（1288年）に久我通基が初めて源氏長者宣下を受ける（宣下手続の始まり）。南北朝時代に入ると、北畠親房や六条有光の任命に危機感を抱いた久我長通は村上源氏の嫡流として久我家が源氏長者としての正統性を有することを訴える政治工作を図った。そして、正平一統とその後の後光厳天皇擁立が源氏長者の地位にも影響を与えることになる。久我長通・通相父子は最初のうちは南朝に従う姿勢を見せていたが、後光厳天皇践祚後は一貫して北朝側にあった。これに対して中院通冬と六条有光は北朝方に帰参する時期を逸して、中院・六条両家は北朝・室町幕府から冷遇されることになる。また、堀川・土御門両家は同じ時期に当主の早世が続き、北朝への忠節を示す機会に恵まれなかった。その結果、室町時代に堀川・土御門・六条の諸家は断絶し、中院家は長期の衰退を余儀なくされる。それにより、朝廷（北朝）への“不忠”を唯一免れた久我家の当主による現任上首の独占、ひいては源氏長者独占が確立した。
武家源氏で源氏長者となったのは、清和源氏の足利義満が最初であり、足利将軍家と徳川家康に始まる徳川将軍家（清和源氏の新田氏の流れを汲むと自称）は武家のまま源氏長者になっている。ただし、義満以後、源氏長者に就任した足利将軍は義持・義教・義政・義稙の計4名、長者の宣旨を受けなかった事実上の長者（淳和奨学両院別当のみ務めた。ただし、宣旨を受けたとする説もある）義尚を含めても5名であり、実態としては清和源氏足利家と村上源氏久我家が交替で務めており（在任は前者の方が長い）、他の源氏系公家の就任を排除することになった。戦国時代に入ると再び村上源氏久我家から源氏長者が任ぜられている。この背景としては足利将軍の地位が不安定となり、官位の昇進が停滞したことや公家社会との関係の希薄化によって足利家の源氏長者への関心が低下したことがあったとみられている。徳川家康以降は、源氏長者は徳川家が独占した。ただし、岡野友彦は、幕末維新の混乱期に一時久我建通が源氏長者となったのではないかと推測している。
律令制度が崩壊した後の「源氏長者」は源氏のなかの最高権威に過ぎなかったが、徳川家康はその権威に着目し、藤原姓を源姓に改め征夷大将軍と源氏長者を一身に兼ねることにより日本国王に相当する権威を手に入れて公家と武家の掌握に利用した、という足利義満=日本国王論に依拠した説がある（岡野友彦）が、通説とはなっていない。